# Aulus Hirtius
Aulus Hirtius (Ferentinum, vers 90 av. J.-C., mort le 21 avril 43 av. J.-C.) est un homme politique et écrivain latin de la fin de la République romaine.
Légat, partisan et ami personnel de Jules César, il est ensuite un césarien modéré après l'assassinat du dictateur. Consul avec Caius Vibius Pansa en 43 av. J.-C., il meurt peu après à la bataille de Modène, pourtant victorieuse, disputée contre Marc Antoine lors de la guerre civile de Modène.
Poursuivant le récit de César, il est l'auteur du livre VIII (le dernier) de la Guerre des Gaules qui relate l'année 51 av. J.-C., la dernière de la conquête du pays par le futur dictateur.

## Famille
Il est membre d'une famille plébéienne et probablement originaire du municipe de Ferentinum, dans l'ancien territoire des Herniques. D'après des inscriptions découvertes à Ferentinum, son grand-père Aulus fut censeur à Ferentinum et son père fut chevalier romain.
Il est un des premiers membres de la gens Hirtia à réussir une carrière politique à Rome même et le premier à atteindre le consulat. Il s'agit donc d'un homo novus.

## Biographie

### Début de carrière

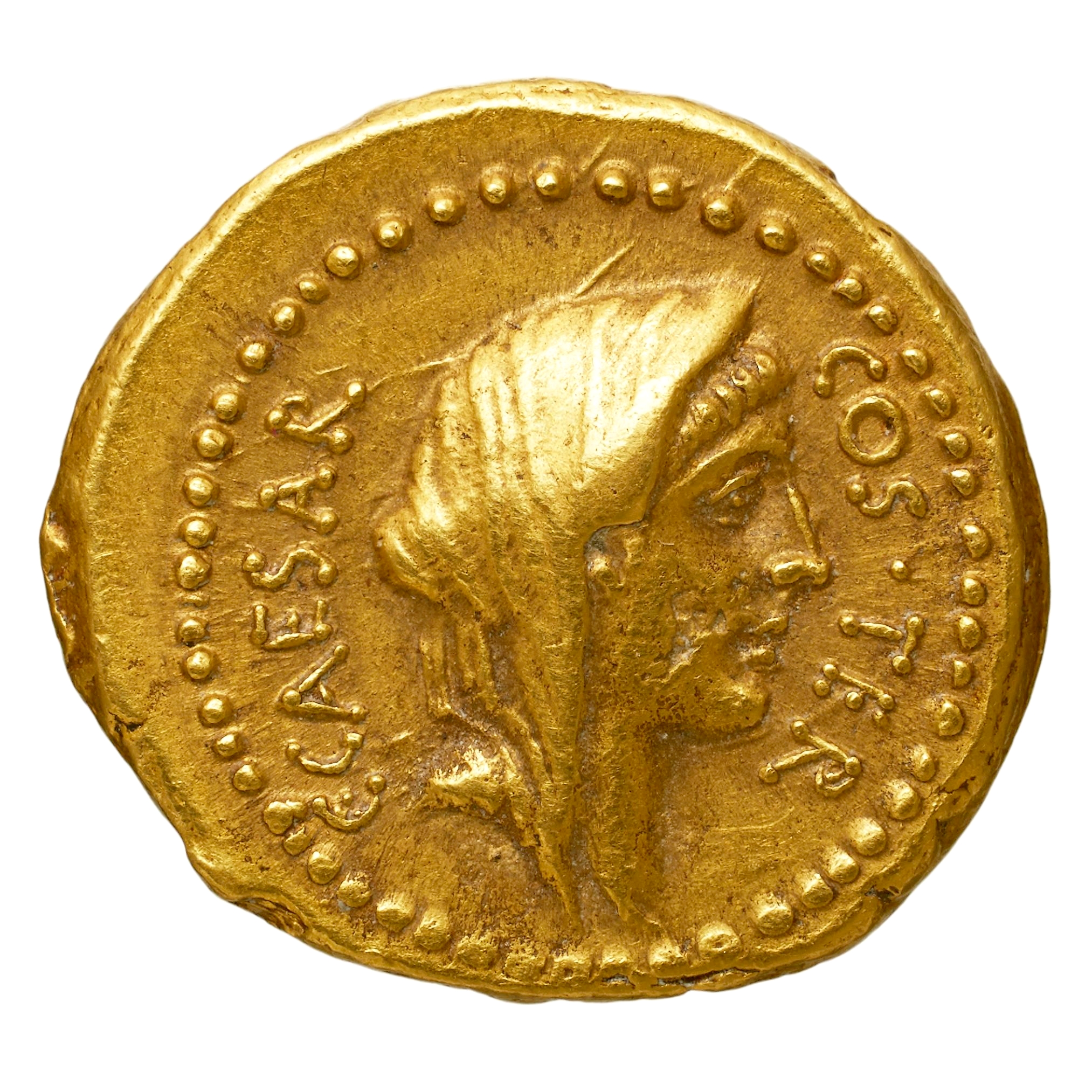

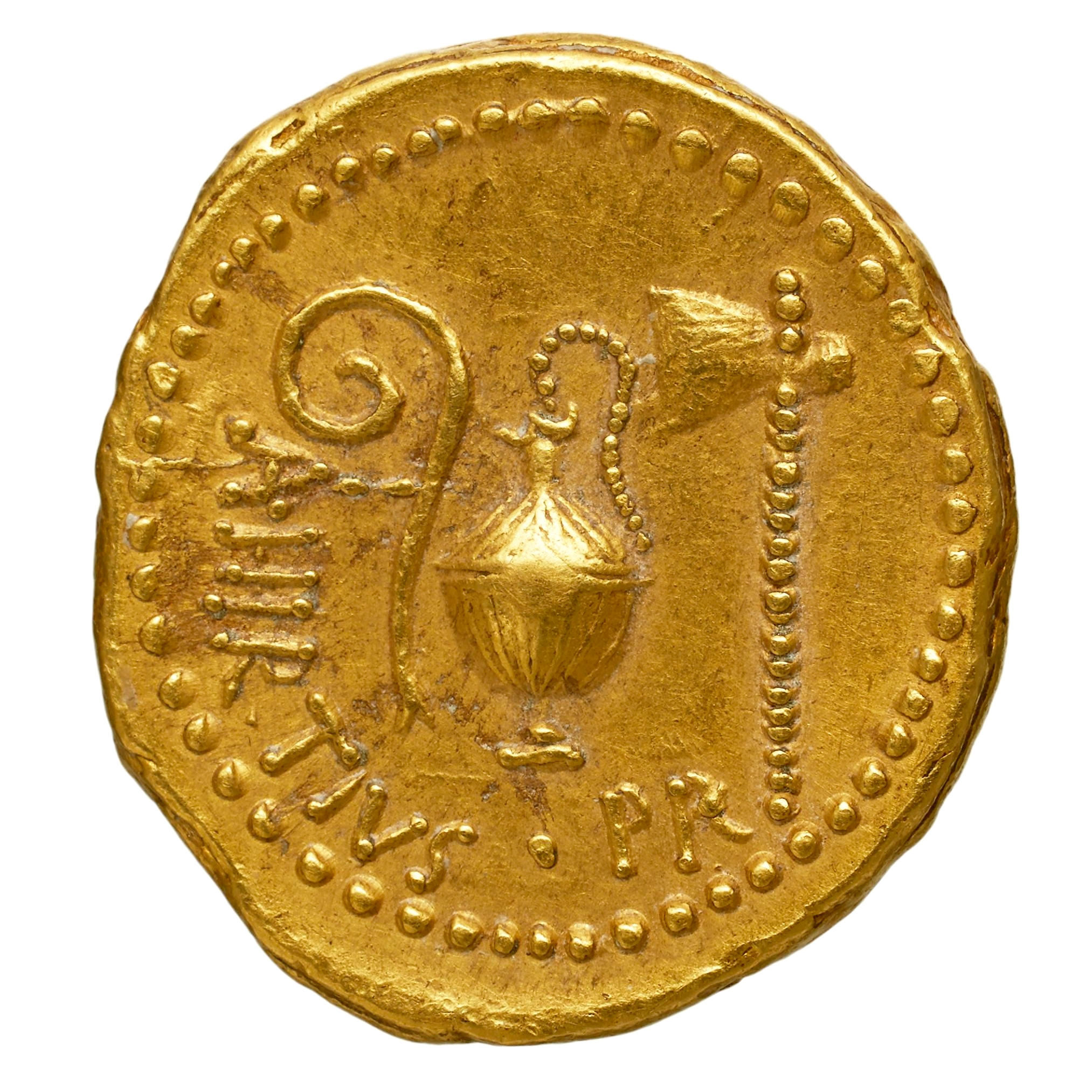
Aureus émis par Aulus Hirtius pour Jules César alors consul pour la troisième fois, -46

Il est légat de Jules César pendant la guerre des Gaules jusqu'en 54 av. J.-C.. En 50 av. J.-C., il est envoyé à Rome avec une lettre pour Lucius Cornelius Balbus et son arrivée nocturne provoque des craintes, surtout pour Pompée. Il retourne ensuite en Gaule jusqu'au déclenchement de la guerre civile en 49 av. J.-C. Il est à Rome lorsque Pompée fuit l'Italie et que le jeune Quintus Tullius Cicero, neveu de Cicéron, obtient une audience avec César.
Pendant la guerre civile contre Pompée, il sert peut-être en Hispanie à moins qu'il ne reste avec Lucius Cornelius Balbus et d'autres Césariens pour assurer les intérêts du dictateur dans la capitale. Il peut aussi avoir été tribun en 48 et en 47 av. J.-C. à Antioche où il intercède auprès de César en faveur de Quintus Tullius Cicero, frère de Cicéron, au lendemain de la guerre alexandrine.
En 47 av. J.-C., il est présent aux jeux de Préneste et vit un temps à Tusculum, village où Cicéron possède une villa. Il se forme à l'art oratoire auprès de Cicéron, en compagnie de Caius Vibius Pansa, tandis que lui-même enseigne les secrets de la cuisine et de la bonne gastronomie. Pendant la guerre d'Afrique, Hirtius correspond avec César. Il quitte sa ville de Tusculum pour rencontrer le dictateur à son retour en Italie et l'accompagner à Rome.
Il est sans doute un des préteurs de l'an 46 av. J.-C. et l'un des ex-préteurs qui reçoivent les ornements consulaires. En tant que préteur ou préfet de Rome, il est peut-être l'auteur d'une lex Hirtia qui exclut les Pompéiens des magistratures.
L'année suivante, en 45 av. J.-C., il n'accompagne pas le dictateur dans sa guerre en Hispanie mais le suit jusqu'à Narbonne, et par une lettre datée du 18 avril, il annonce à Cicéron la défaite des Pompéiens. Il devient ensuite gouverneur de la Gaule belgique mais envoie un légat à sa place et reste à Rome pour assister César. Il est désigné à l'avance par le dictateur comme consul pour l'an 43 av. J.-C. avec Caius Vibius Pansa. Durant cette période, ils deviennent aussi tous deux augures.
Il conseille au dictateur d'être toujours protégé par des gardes, mais César ne tient pas compte de ce conseil,,,,,.
Après l'assassinat de César, il se réfugie à Pouzzoles où il attend de voir l'évolution de la situation à Rome pour revenir,. Il sert occasionnellement de médiateur entre les différents partis. Il conseille à Brutus et Cassius, qui lui demandent son aide, de ne pas retourner à Rome où à son avis ils ne seraient pas en sécurité. Atticus sollicite son aide pour protéger ses propriétés à proximité de Buthrotum en Épire des vétérans que César a établis dans les environs.
Il quitte la Campanie pour assister à une séance du Sénat convoquée par Antoine pour le 1er juin, mais menacé par des vétérans, il retourne à sa maison de Tusculum. En automne, il ne peut assister aux séances du Sénat à cause d'une maladie dont il ne se remettra jamais complètement.

### Consulat et décès
Malgré l'assassinat de Jules César, les dispositions prises par celui-ci sont maintenues par un accord entre Marc Antoine, Cicéron et les conjurés dès avril. Ainsi, en 43 av. J.-C., il est consul avec Caius Vibius Pansa. Le 1er janvier, il inaugure solennellement son consulat devant le Sénat, dans le temple de Jupiter capitolin, ou selon d'autres sources dans le temple de la Concorde.
En tant que consul en exercice en 43 av. J.-C., avec son collègue Pansa et le jeune Octavien, il est envoyé par le Sénat pour attaquer Antoine, qui assiège Modène. Il redresse la situation après la défaite de son collègue, mortellement blessé, à Forum Gallorum, puis l'emporte à Modène, mais il meurt lors de ce combat le 21 avril.
À la demande de la XIVe Philippique de Cicéron, il est honoré de funérailles publiques dans le Champ de Mars et du titre d'imperator, avec son défunt collègue Caius Vibius Pansa, blessé quelques jours plus tôt et qui est mort deux jours après lui,,,.

## Œuvres
Auteur de livres militaires, on lui attribue notamment le huitième et dernier livre des Commentaires de César sur la guerre des Gaules. Il peut également avoir été l'auteur du De Bello Alexandrino (47 av. J.-C.), un ouvrage qui commente la guerre menée par César en Égypte.
Les deux livres qui ont pour sujet les campagnes de 46 et de 45 av. J.-C. en Afrique et en Hispanie, De Bello Africo (en), d'un style différent, et De Bello Hispaniensi (en), très médiocrement rédigé, ne peuvent pas être de lui. Des philologues allemands ont émis l'hypothèse qu'il s'agit de documents de travail rédigés par deux collègues d'Hirtius, destinés à lui servir de base pour un récit mieux rédigé de ces campagnes, projet inabouti en raison de son décès.
Hirtius fait partie du cercle qui suivait durant la période 46/44 av. J.-C. les enseignements rhétoriques de Cicéron et a correspondu avec lui, mais les neuf livres de cette correspondance ont été perdus.